# Dolichognatha lodiculafaciens
Dolichognatha lodiculafaciens är en spindelart som först beskrevs av Richard Hingston 1932.  Dolichognatha lodiculafaciens ingår i släktet Dolichognatha och familjen käkspindlar.
Artens utbredningsområde är Guyana. Inga underarter finns listade i Catalogue of Life.